# 艦隊を追って
『艦隊を追って』（かんたいをおって、原題・英語: Follow the Fleet）は、1936年に製作・公開されたアメリカ合衆国の映画である。

## 概要
ヒューバート・オズボーンの戯曲を基にマーク・サンドリッチが監督、フレッド・アステアとジンジャー・ロジャースが主演した。アステアとロジャースの共演は本作で5作目であった。
アーヴィング・バーリンが楽曲を提供している。

## キャスト
- ベイク・ベイカー：フレッド・アステア
- シェリー・マーティン：ジンジャー・ロジャース
- ビルジ・スミス：ランドルフ・スコット
- コニー（シェリーの姉）：ハリエット・ヒリヤード
- ベティ・グレイブル
- ルシル・ボール

## スタッフ
- 監督：マーク・サンドリッチ
- 製作：パンドロ・S・バーマン
- 脚色：アラン・スコット、ドワイト・テイラー
- 音楽監督：マックス・スタイナー
- 撮影：デヴィッド・エイベル
- 編集：ヘンリー・バーマン
- 美術：ヴァン・ネスト・ポルグレイズ
- 衣裳：バーナード・ニューマン
- 振付：ハーミズ・パン

## 注
1. ↑  RKO Feature Film Ledger, 1929-51